# Serie animate televisive del 2010
Questa è la lista delle serie animate televisive trasmesse sulle reti televisive di tutto il mondo nel o dal 2010. Questa lista include anche le serie di cortometraggi come The Bugs Bunny Show.
| Titolo                                          | Episodi    | Paese di origine                                                 | Anno          | Canale 1ª app.  | Note              |
| ----------------------------------------------- | ---------- | ---------------------------------------------------------------- | ------------- | --------------- | ----------------- |
| Chaplin & Co                                    | 104        | Francia (bandiera) · India (bandiera) · Regno Unito (bandiera)   | 2010          |                 |                   |
| The Qpiz                                        | 52         | Italia (bandiera) · Spagna (bandiera) · Corea del Sud (bandiera) | 2010-2011     | Rai Gulp        |                   |
| Hero 108                                        | 52         | Francia (bandiera) · Stati Uniti (bandiera)                      | 2010–2012     | Cartoon Network |                   |
| Babar e le avventure di Badou                   | 52         | Canada (bandiera) · Francia (bandiera)                           | 2010-in corso |                 |                   |
| Animali svitati                                 | 26         | Canada (bandiera) · Stati Uniti (bandiera)                       | 2010          |                 |                   |
| Illumination Entertainment                      | 9          | Stati Uniti (bandiera)                                           | 2010          |                 |                   |
| Pound Puppies                                   | 52         | Canada (bandiera) · Stati Uniti (bandiera)                       | 2010-2013     |                 |                   |
| My Little Pony - L'amicizia è magica            | 126        | Canada (bandiera) · Stati Uniti (bandiera)                       | 2010–2019     |                 |                   |
| My Life Me                                      | 26         | Canada (bandiera)                                                | 2010-2011     |                 |                   |
| I Fantaeroi                                     | 52         | Canada (bandiera)                                                | 2010-2013     |                 |                   |
| Zig & Sharko                                    | 156        | Francia (bandiera)                                               | 2010-in corso |                 |                   |
| Il libro della giunga                           | 52         | India (bandiera)                                                 | 2010-2012     |                 |                   |
| Cuccioli cerca amici - Nel regno di Pocketville | 52         | Italia (bandiera)                                                | 2010-2011     |                 |                   |
| L'arte con Matì e Dadà                          | 39         | Italia (bandiera)                                                | 2010          |                 |                   |
| Spike Team                                      | 52         | Italia (bandiera)                                                | 2010-in corso |                 |                   |
| Octonauts - Gli esploratori del matematica      | 68         | Regno Unito (bandiera)                                           | 2010-in corso |                 |                   |
| Il piccolo principe                             | 78         | Francia (bandiera)                                               | 2010-2016     |                 |                   |
| Ben & Izzy                                      | 13         | Giordania (bandiera)                                             | 2010          |                 |                   |
| Amagami SS                                      | 25         | Giappone (bandiera)                                              | 2010          |                 | Inedito in Italia |
| Angel Beats!                                    | 13         | Giappone (bandiera)                                              | 2010          |                 | Inedito in Italia |
| Arakawa Under the Bridge                        | 13         | Giappone (bandiera)                                              | 2010          |                 | Inedito in Italia |
| Arakawa Under the Bridge ×2                     | 13         | Giappone (bandiera)                                              | 2010          |                 | Inedito in Italia |
| B gata H kei                                    | 12         | Giappone (bandiera)                                              | 2010          |                 | Inedito in Italia |
| Baka to test to shōkanjū                        | 13         | Giappone (bandiera)                                              | 2010          |                 | Inedito in Italia |
| Bakuman.                                        | 25         | Giappone (bandiera)                                              | 2010-2011     |                 | Inedito in Italia |
| Battle Spirits - Brave                          | 50         | Giappone (bandiera)                                              | 2010-2011     |                 |                   |
| Black Butler II                                 | 12         | Giappone (bandiera)                                              | 2010          |                 | Inedito in Italia |
| Chū-Bra!!                                       | 12         | Giappone (bandiera)                                              | 2010          |                 | Inedito in Italia |
| Cobra the animation                             | 13         | Giappone (bandiera)                                              | 2010          |                 | Inedito in Italia |
| Dance in the Vampire Bund                       | 12         | Giappone (bandiera)                                              | 2010          |                 | Inedito in Italia |
| Ichiban ushiro no dai maō                       | 12         | Giappone (bandiera)                                              | 2010          |                 | Inedito in Italia |
| Digimon Fusion Battles                          | 30         | Giappone (bandiera)                                              | 2010-2011     |                 |                   |
| Durarara!!                                      | 24         | Giappone (bandiera)                                              | 2010          |                 | Inedito in Italia |
| Fortune Arterial                                | 12         | Giappone (bandiera)                                              | 2010          |                 | Inedito in Italia |
| Giant Killing                                   | 26         | Giappone (bandiera)                                              | 2010          |                 | Inedito in Italia |
| Haiyoru! Nyaruani Remember My Mr.Lovecraft      | 11         | Giappone (bandiera)                                              | 2010-2011     |                 | Inedito in Italia |
| Hakuouki Shinsengumi Kitan                      | 11         | Giappone (bandiera)                                              | 2010          |                 | Inedito in Italia |
| Hakuouki Hekketsuroku                           | 11         | Giappone (bandiera)                                              | 2010          |                 | Inedito in Italia |
| Hanamaru yōchien                                | 12         | Giappone (bandiera)                                              | 2010          |                 | Inedito in Italia |
| HeartCatch Pretty Cure!                         | 49         | Giappone (bandiera)                                              | 2010-2011     |                 |                   |
| Heroman                                         | 26         | Giappone (bandiera)                                              | 2010          |                 | Inedito in Italia |
| Hidamari Sketch×☆☆☆                             | 14         | Giappone (bandiera)                                              | 2010          |                 | Inedito in Italia |
| Highschool of the Dead                          | 12         | Giappone (bandiera)                                              | 2010          |                 |                   |
| Hyakka Ryōran Samurai Girls                     | 12         | Giappone (bandiera)                                              | 2010          |                 | Inedito in Italia |
| Jewelpet Tinkle☆                                | 52         | Giappone (bandiera)                                              | 2010-2011     |                 | Inedito in Italia |
| Kaitō Reinya                                    | 12         | Giappone (bandiera)                                              | 2010          |                 | Inedito in Italia |
| Katanagatari                                    | 12         | Giappone (bandiera)                                              | 2010          |                 | Inedito in Italia |
| Kiss×Sis                                        | 12         | Giappone (bandiera)                                              | 2010          |                 | Inedito in Italia |
| K-On!!                                          | 24+2+1     | Giappone (bandiera)                                              | 2010          |                 | Inedito in Italia |
| Kuragehime - La principessa delle meduse        | 11         | Giappone (bandiera)                                              | 2010          |                 | Inedito in Italia |
| Ladies versus Butlers!                          | 12         | Giappone (bandiera)                                              | 2010          |                 | Inedito in Italia |
| Piccole principesse Lil'Pri                     | 51         | Giappone (bandiera)                                              | 2010-2011     |                 |                   |
| Pokémon: Nero e Bianco                          | 50         | Giappone (bandiera)                                              | 2010-2011     |                 |                   |
| Kaito Kid                                       |            | Giappone (bandiera)                                              | 2010          |                 | Inedito in Italia |
| Maid-sama! La doppia vita di Misaki             | 26         | Giappone (bandiera)                                              | 2010          |                 | Inedito in Italia |
| Mayoi Neko Overrun!                             | 13         | Giappone (bandiera)                                              | 2010          |                 | Inedito in Italia |
| Mitsudomoe                                      | 14         | Giappone (bandiera)                                              | 2010          |                 | Inedito in Italia |
| MM!                                             | 12         | Giappone (bandiera)                                              | 2010          |                 | Inedito in Italia |
| Nodame Cantabile Finale                         | 11         | Giappone (bandiera)                                              | 2010          |                 | Inedito in Italia |
| I signori dei mostri                            | 25         | Giappone (bandiera)                                              | 2010          |                 | Inedito in Italia |
| Ōkami kakushi                                   | 12         | Giappone (bandiera)                                              | 2010          |                 | Inedito in Italia |
| Omamori Himari                                  | 13         | Giappone (bandiera)                                              | 2010          |                 | Inedito in Italia |
| Ore no imōto ga konna ni kawaii wake ga nai     | 12 + 4 ONA | Giappone (bandiera)                                              | 2010          |                 | Inedito in Italia |
| Otome yōkai Zakuro                              | 13         | Giappone (bandiera)                                              | 2010          |                 | Inedito in Italia |
| Panty & Stocking with Garterbelt                | 13         | Giappone (bandiera)                                              | 2010          |                 | Inedito in Italia |
| Shinrei tantei Yakumo                           | 13         | Giappone (bandiera)                                              | 2010          |                 | Inedito in Italia |
| Rainbow                                         | 26         | Giappone (bandiera)                                              | 2010          |                 | Inedito in Italia |
| Ring ni Kakero Shadow                           | 6          | Giappone (bandiera)                                              | 2010          |                 | Inedito in Italia |
| Seitokai yakuindomo                             | 13         | Giappone (bandiera)                                              | 2010          |                 | Inedito in Italia |
| Sekirei Pure Engagement                         | 13         | Giappone (bandiera)                                              | 2010          |                 | Inedito in Italia |
| Sengoku Basara 2                                | 12         | Giappone (bandiera)                                              | 2010          |                 | Inedito in Italia |
| Shi ki                                          | 22         | Giappone (bandiera)                                              | 2010          |                 | Inedito in Italia |
| Shin Koihime musō: Otome tairan                 | 12         | Giappone (bandiera)                                              | 2010          |                 | Inedito in Italia |
| Scan2Go                                         | 52         | Giappone (bandiera)                                              | 2010          |                 |                   |
| Shinryaku! Ika Musume                           | 12         | Giappone (bandiera)                                              | 2010          |                 | Inedito in Italia |
| Sora no Otoshimono f                            | 12         | Giappone (bandiera)                                              | 2010          |                 | Inedito in Italia |
| Eppur... la città si muove!                     | 12         | Giappone (bandiera)                                              | 2010          |                 | Inedito in Italia |
| Sora no woto                                    | 13         | Giappone (bandiera)                                              | 2010          |                 | Inedito in Italia |
| Star Driver: Kagayaki no Takuto                 | 25         | Giappone (bandiera)                                              | 2010-2011     |                 | Inedito in Italia |
| Strike Witches 2                                | 12         | Giappone (bandiera)                                              | 2010          |                 | Inedito in Italia |
| Super Robot Wars OG: The Inspector              | 26         | Giappone (bandiera)                                              | 2010-2011     |                 | Inedito in Italia |
| Tantei Opera Milky Holmes                       | 12         | Giappone (bandiera)                                              | 2010          |                 | Inedito in Italia |
| Letter Bee REVERSE                              | 25         | Giappone (bandiera)                                              | 2010-2011     |                 | Inedito in Italia |
| Densetsu no yūsha no densetsu                   | 24         | Giappone (bandiera)                                              | 2010          |                 | Inedito in Italia |
| The Qwaser of Stigmata                          | 24         | Giappone (bandiera)                                              | 2010          |                 | Inedito in Italia |
| The Tatami Galaxy                               | 11         | Giappone (bandiera)                                              | 2010          |                 | Inedito in Italia |
| The World God Only Knows                        | 12         | Giappone (bandiera)                                              | 2010          |                 | Inedito in Italia |
| Motto To Love-Ru: Trouble                       | 12         | Giappone (bandiera)                                              | 2010          |                 | Inedito in Italia |
| Working!!                                       | 13         | Giappone (bandiera)                                              | 2010          |                 | Inedito in Italia |
| Yosuga no sora                                  | 12         | Giappone (bandiera)                                              | 2010          |                 | Inedito in Italia |
| Yumeiro Pâtissière SP Professional              | 13         | Giappone (bandiera)                                              | 2010          |                 |                   |
| Adventure Time                                  | 39         | Stati Uniti (bandiera)                                           | 2010–2018     | Cartoon Network |                   |
| Le avventure di Chuck & Friends                 | 52         | Stati Uniti (bandiera)                                           | 2010–2013     |                 |                   |
| Avengers - I più potenti eroi della Terra       | 52         | Stati Uniti (bandiera)                                           | 2010–2012     | Disney XD       |                   |
| Ben 10: Ultimate Alien                          | 52         | Stati Uniti (bandiera)                                           | 2010–2012     | Cartoon Network |                   |
| Battle for dream island                         | 52         | Stati Uniti (bandiera)                                           | 2010–2012     | Youtube         |                   |
| La casa delle api                               | 13         | Stati Uniti (bandiera)                                           | 2010          |                 |                   |
| Fish Hooks - Vita da pesci                      | 109        | Stati Uniti (bandiera)                                           | 2010–2014     | Disney Channel  |                   |
| Generator Rex                                   | 62         | Stati Uniti (bandiera)                                           | 2010–2013     | Cartoon Network |                   |
| G.I. Joe: Renegades                             | 26         | Stati Uniti (bandiera)                                           | 2010–2011     |                 |                   |
| Kick Chiapposky - Aspirante stuntman            | 65         | Stati Uniti (bandiera)                                           | 2010–2012     | Disney XD       |                   |
| La Pantera Rosa & Co.                           | 26         | Stati Uniti (bandiera)                                           | 2010          | Cartoon Network |                   |
| Planet Sheen                                    | 26         | Stati Uniti (bandiera)                                           | 2010–2013     | Nickelodeon     |                   |
| Regular Show                                    | 187        | Stati Uniti (bandiera)                                           | 2010–2017     | Cartoon Network |                   |
| The Ricky Gervais Show                          | 39         | Stati Uniti (bandiera)                                           | 2010–2012     |                 | Inedito in Italia |
| Scooby-Doo! Mystery Incorporated                | 52         | Stati Uniti (bandiera)                                           | 2010–2013     | Cartoon Network |                   |
| Sym-Bionic Titan                                | 20         | Stati Uniti (bandiera)                                           | 2010–2011     | Cartoon Network |                   |
| Take Two with Phineas and Ferb                  | 15         | Stati Uniti (bandiera)                                           | 2010–2013     | Disney Channel  | Inedito in Italia |
| Team Umizoomi                                   | 78         | Stati Uniti (bandiera)                                           | 2010–2015     | Nickelodeon     |                   |
| Transformers: Prime                             | 65         | Stati Uniti (bandiera)                                           | 2010–2013     |                 |                   |
| T.U.F.F. Puppy                                  | 60         | Stati Uniti (bandiera)                                           | 2010–2015     | Nickelodeon     |                   |
| SciGirls                                        | 28         | Stati Uniti (bandiera)                                           | 2010–2015     |                 |                   |
| Young Justice                                   | 46         | Stati Uniti (bandiera)                                           | 2010–2013     |                 |                   |